# Salles (Lot-et-Garonne)
Pour les articles homonymes, voir Salles.
Salles est une commune du Sud-Ouest de la France, située dans le département de Lot-et-Garonne (région Nouvelle-Aquitaine).

## Géographie

### Localisation
Commune de l'aire d'attraction de Fumel située sur la Lède entre Fumel et Monflanquin.

### Communes limitrophes
Les communes limitrophes sont Gavaudun, Condezaygues, Cuzorn, Monségur, Monsempron-Libos et Montagnac-sur-Lède.
|                    | Gavaudun     |                  |
| Montagnac-sur-Lède | Salles       | Cuzorn           |
| Monségur           | Condezaygues | Monsempron-Libos |

### Climat
Pour des articles plus généraux, voir Climat de la Nouvelle-Aquitaine et Climat de Lot-et-Garonne.
Historiquement, la commune est exposée à un climat océanique aquitain.  
En 2020, Météo-France publie une typologie des climats de la France métropolitaine dans laquelle la commune est exposée à un climat océanique altéré et est dans la région climatique Aquitaine, Gascogne, caractérisée par une pluviométrie abondante au printemps, modérée en automne, un faible ensoleillement au printemps, un été chaud (19,5 °C), des vents faibles, des brouillards fréquents en automne et en hiver et des orages fréquents en été (15 à 20 jours).
Pour la période 1971-2000, la température annuelle moyenne est de 12,6 °C, avec une amplitude thermique annuelle de 15,8 °C. Le cumul annuel moyen de précipitations est de 856 mm, avec 11 jours de précipitations en janvier et 6,4 jours en juillet. Pour la période 1991-2020, la température moyenne annuelle observée sur la station météorologique la plus proche, située sur la commune de Lacapelle-Biron à 6 km à vol d'oiseau, est de 13,6 °C et le cumul annuel moyen de précipitations est de 833,3 mm,. Pour l'avenir, les paramètres climatiques de la commune estimés pour 2050 selon différents scénarios d’émission de gaz à effet de serre sont consultables sur un site dédié publié par Météo-France en novembre 2022.

## Urbanisme

### Typologie
Au 1er janvier 2024, Salles est catégorisée commune rurale à habitat très dispersé, selon la nouvelle grille communale de densité à sept niveaux définie par l'Insee en 2022.
Elle est située hors unité urbaine. Par ailleurs la commune fait partie de l'aire d'attraction de Fumel, dont elle est une commune de la couronne,. Cette aire, qui regroupe 10 communes, est catégorisée dans les aires de moins de 50 000 habitants,.

### Occupation des sols

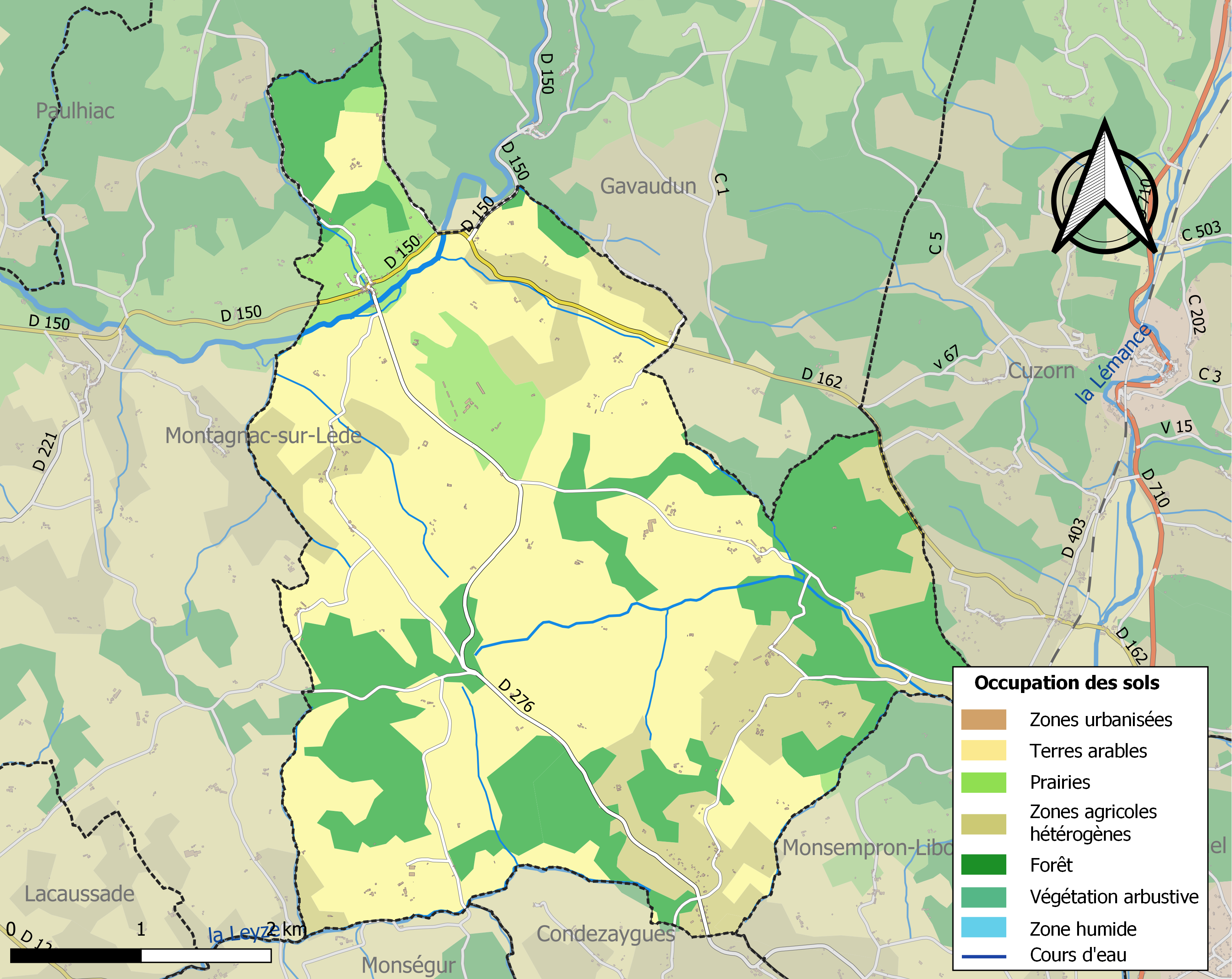
Carte des infrastructures et de l'occupation des sols de la commune en 2018 (CLC).

L'occupation des sols de la commune, telle qu'elle ressort de la base de données européenne d’occupation biophysique des sols Corine Land Cover (CLC), est marquée par l'importance des territoires agricoles (74,8 % en 2018), une proportion sensiblement équivalente à celle de 1990 (74,7 %). La répartition détaillée en 2018 est la suivante : 
terres arables (52,1 %), forêts (25,2 %), zones agricoles hétérogènes (16,4 %), prairies (6,2 %). L'évolution de l’occupation des sols de la commune et de ses infrastructures peut être observée sur les différentes représentations cartographiques du territoire : la carte de Cassini (XVIIIe siècle), la carte d'état-major (1820-1866) et les cartes ou photos aériennes de l'IGN pour la période actuelle (1950 à aujourd'hui).

### Risques majeurs
Le territoire de la commune de Salles est vulnérable à différents aléas naturels : météorologiques (tempête, orage, neige, grand froid, canicule ou sécheresse), inondations, feux de forêts, mouvements de terrains et séisme (sismicité très faible). Un site publié par le BRGM permet d'évaluer simplement et rapidement les risques d'un bien localisé soit par son adresse soit par le numéro de sa parcelle.
Certaines parties du territoire communal sont susceptibles d’être affectées par le risque d’inondation par une crue à  débordement lent de cours d'eau, notamment la Lède et la Leyze. La commune a été reconnue en état de catastrophe naturelle au titre des dommages causés par les inondations et coulées de boue survenues en 1982, 1993, 1999, 2008, 2009 et 2021,.
Salles est exposée au risque de feu de forêt. Depuis le 20 avril 2016, les départements de la Gironde, des Landes et de Lot-et-Garonne disposent d’un règlement interdépartemental de protection de la forêt contre les incendies. Ce règlement vise à mieux prévenir les incendies de forêt, à faciliter les interventions des services et à limiter les conséquences, que ce soit par le débroussaillement, la limitation de l’apport du feu ou la réglementation des activités en forêt. Il définit en particulier cinq niveaux de vigilance croissants auxquels sont associés différentes mesures,.
Les mouvements de terrains susceptibles de se produire sur la commune sont des tassements différentiels.

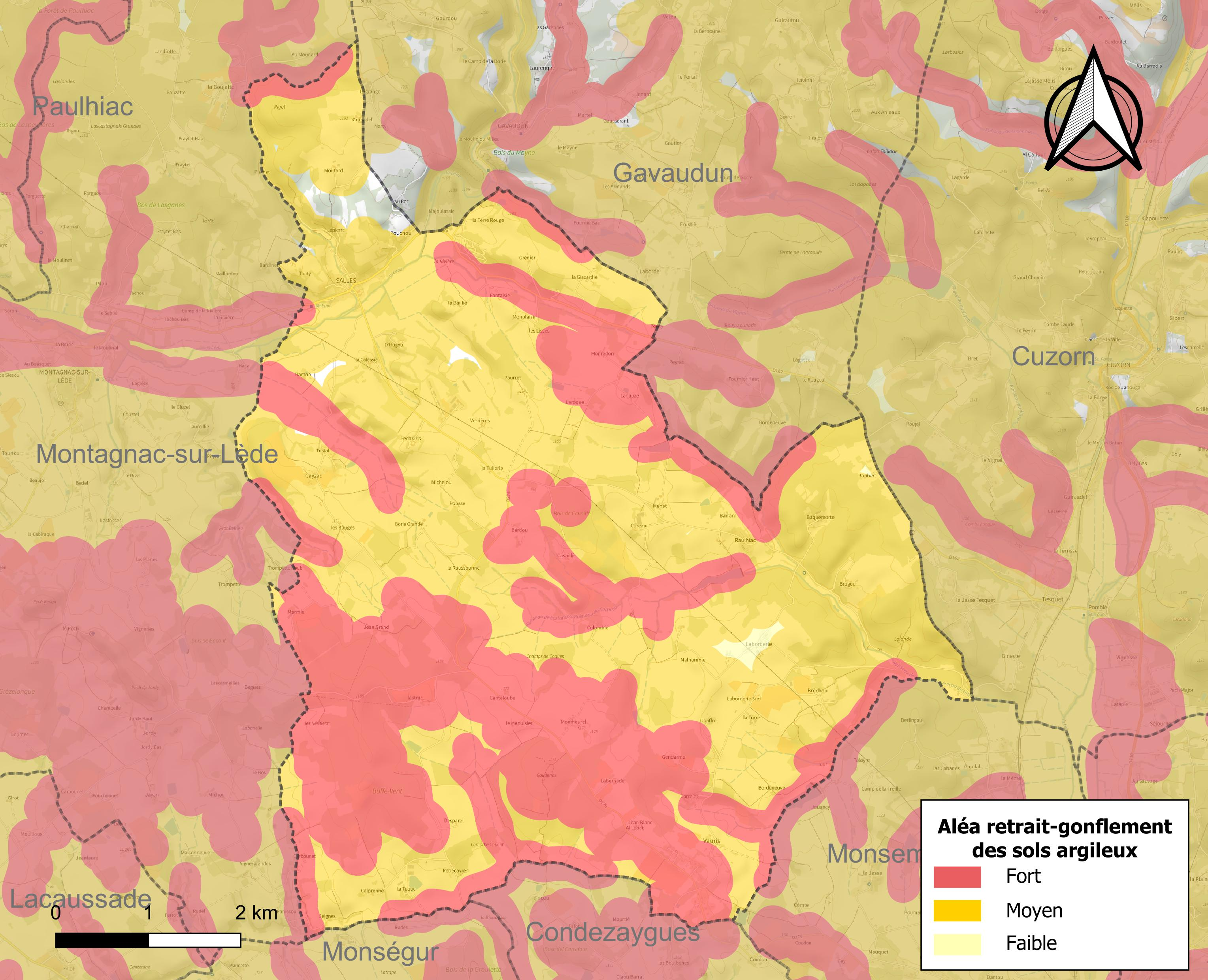
Carte des zones d'aléa retrait-gonflement des sols argileux de Salles.

Le retrait-gonflement des sols argileux est susceptible d'engendrer des dommages importants aux bâtiments en cas d’alternance de périodes de sécheresse et de pluie. 98,6 % de la superficie communale est en aléa moyen ou fort (91,8 % au niveau départemental et 48,5 % au niveau national). Depuis le 1er octobre 2020, en application de la loi ELAN, différentes contraintes s'imposent aux vendeurs, maîtres d'ouvrages ou constructeurs de biens situés dans une zone classée en aléa moyen ou fort,.
Concernant les mouvements de terrains, la commune a été reconnue en état de catastrophe naturelle au titre des dommages causés par la sécheresse en 1989, 1993, 2011 et 2017 et par des mouvements de terrain en 1999.

## Histoire
Le 21 mai 1944, lors d'une opération contre le Maquis engagée sur un front allant de Villeneuve-sur-Lot à Frayssinet-le-Gélat, des éléments de la 2e division SS Das Reich raflent plusieurs otages, qui sont enfermés à Vergt-de-Biron avant d'être envoyés à Agen. D'autres rafles et épisodes sanglants ont lieu à Lacapelle-Biron, Dévillac, Frayssinet-le-Gélat, Vergt-de-Biron, Fumel, Monsempron-Libos, Montagnac-sur-Lède, le même jour.

## Politique et administration
| Période                                  | Période        | Identité          | Étiquette | Qualité           |
| ---------------------------------------- | -------------- | ----------------- | --------- | ----------------- |
| octobre 1985                             | mars 2008      | Jean Fort         |           | Retraité Agricole |
| mars 2008                                | septembre 2011 | Jean-Claude Boucq |           | Retraité          |
| septembre 2011                           | En cours       | Janick Cazette    |           | Retraité agricole |
| Les données manquantes sont à compléter. |                |                   |           |                   |

## Démographie
| 1800 | 1806 | 1821 | 1831 | 1836 | 1841 | 1846 | 1851 | 1856 |
| ---- | ---- | ---- | ---- | ---- | ---- | ---- | ---- | ---- |
| 897  | 453  | 542  | 711  | 739  | 781  | 772  | 781  | 686  |

| 1861 | 1866 | 1872 | 1876 | 1881 | 1886 | 1891 | 1896 | 1901 |
| ---- | ---- | ---- | ---- | ---- | ---- | ---- | ---- | ---- |
| 670  | 623  | 626  | 610  | 625  | 588  | 576  | 523  | 511  |

| 1906 | 1911 | 1921 | 1926 | 1931 | 1936 | 1946 | 1954 | 1962 |
| ---- | ---- | ---- | ---- | ---- | ---- | ---- | ---- | ---- |
| 533  | 530  | 453  | 443  | 444  | 453  | 424  | 425  | 385  |

| 1968 | 1975 | 1982 | 1990 | 1999 | 2006 | 2008 | 2013 | 2018 |
| ---- | ---- | ---- | ---- | ---- | ---- | ---- | ---- | ---- |
| 353  | 330  | 313  | 289  | 257  | 300  | 312  | 290  | 295  |

| 2022 | - | - | - | - | - | - | - | - |
| ---- | - | - | - | - | - | - | - | - |
| 287  | - | - | - | - | - | - | - | - |

## Lieux et monuments
- Église Saint-Vincent de Salles à clocher-mur.
- Église Saint-Pierre de Vauris.
- Sentier de grande randonnée GR 636.